# Kazimira Prunskienė
Kazimira Danutė Prunskienė, née le 26 février 1943 dans la municipalité du district de Švenčionys, est une femme d'État. Elle fut le premier Premier ministre de Lituanie après la déclaration d'indépendance le 11 mars 1990. 
Elle est ministre de l'Agriculture de 2004 à 2008 et dirige l'Union des partis agraire et nouveau démocrate.
Candidate à l'élection présidentielle de 2004, elle est battue au second tour par Valdas Adamkus.

## Distinctions
- Grand officier de l'ordre du Mérite du Portugal